# Xi’an KJ-600
Xi’an KJ-600 – pokładowy, chiński samolot wczesnego ostrzegania i kontroli przestrzeni powietrznej.

## Historia
Pierwsze informacje o prowadzonych w Chinach pracach nad nowym pokładowym samolotem wczesnego ostrzegania i kontroli przestrzeni powietrznej pojawiły się już w latach 90. ubiegłego wieku. Informacje były szczątkowe, jak również z racji nie posiadania przez Chiny w owym okresie zdolnych do przenoszenia tego typu maszyn lotniskowców, prace nie miały najwyższego priorytetu. W kolejnych latach pojawiły się kolejne doniesienie, jakoby nowy chiński projekt czerpał z doświadczeń jakie uzyskali radzieccy konstruktorzy i projektanci, zaangażowani w prace nad samolotem Jak-44. Według niepotwierdzonych doniesień, cześć komponentów i dokumentacji technicznej, po zakończeniu prac nad Jak-44 miała trafić do Chin. Pierwsze realne dowody o postępie chińskiego projektu pojawiły się w lipcu 2012 roku, kiedy to ujawniono naturalnych rozmiarów makietę nowej konstrukcji, oznaczonej jako JZY-011, rozwijany przez 603. Instytut wraz z Xi'an Aircraft Company Limited (XAC). Według innych źródeł, demonstrator został ujawniony w 2009 roku. Kolejnym krokiem była budowa prototypu, którym był chiński odpowiednik radzieckiego An-24, dwusilnikowy Y-7. Nowa maszyna otrzymała mocniejsze jednostki napędowe WJ-6C i oznaczenie Y-7J-03. Na grzbiecie samolotu zainstalowano makietę radaru umieszczoną na wspornikach. W celu kompensacji wpływu anteny radaru na stabilność aerodynamiczną samolotu, na statecznikach poziomych zainstalowano dodatkowe, duże powierzchnię uskuteczniające. Dodatkową modernizacją była instalacja składanych skrzydeł o większej powierzchni. Prawdopodobnie maszyna była wykorzystana do przeprowadzenia serii testów. Y-7J-03 był jedynie demonstratorem nowych rozwiązań konstrukcyjnych i technologii, mających zostać użytych w docelowym pokładowym samolocie wczesnego ostrzegania i kontroli przestrzeni powietrznej. W styczniu 2017 roku ujawniono makietę docelowej maszyny. Nowa konstrukcja przypomina amerykański Northrop Grumman E-2C Hawkeye. Makieta została wykorzystana do testów, przeprowadzonych na wybudowanej w Wuhan makiecie pokładu lotniskowca. Zainstalowany system radiolokacyjny, oznaczony jako KLC-7, zamontowany jest w obrotowej antenie o średnicy około 7,5 metra i średnicy 1,5 metra. System składa się prawdopodobnie z pojedynczej anteny z elektronicznym skanowaniem w elewacji i mechanicznym w azymucie. W skład załogi wchodzi dwóch pilotów oraz trzech/czterech operatorów systemów radiolokacyjnych. 22 stycznia 2018 roku, informacja o budowie pokładowego samolotu wczesnego ostrzegania i dowodzenia zostały opublikowane w państwowych, chińskich mediach. Gotowy prototyp, oznaczony jako KJ-600, oblatany został 29 sierpnia 2020 roku. Płatowcem samolotu jest głęboko zmodyfikowana wersja Y-7, z nowymi silnikami turbinowymi WJ-6E, z nowymi skrzydłami i usterzeniem. Pierwsze zdjęcia i informacji na temat KJ-600, ujawniono w maju 2020 roku.